# Nothobranchius kuhntae
Nothobranchius kuhntae – gatunek ryby z rodziny Nothobranchiidae. Występuje w Malawi. Osiąga do 6,0 cm długości. Jest rybą słodkowodną, niewędrowną, trudną do utrzymania w akwarium.